# Microsoft продавница
Мајкрософт продавница (енгл. Microsoft Store; раније позната као Windows продавница) платформа је за дигиталну дистрибуцију коју развија Мајкрософт. Почела је са радом као продавница апликација за Windows 8 и Windows Server 2012 као примарни начин дистрибуције апликација Универзалне Windows платформе (УВП). Са Windows-ом 10, Мајкрософт је објединио своје остале платформе за дистрибуцију (Windows пијаца, Windows Phone продавница, Xbox видео, Xbox музика и Xbox продавница) у Мајкрософт продавницу, чинећи је обједињеном тачком дистрибуције за апликације, дигиталне видео-снимке, дигиталну музику, е-књиге и конзолне игре.
Од 2015. године, у продавници је било више од 669.000 апликација. Категорије које садрже највећи број апликација су „Игре”, „Забава”, „Књиге и референце” и „Образовање”. Већина програмера апликација има бар једну апликацију.
Као и код других сличних платформи, као што су Мак продавница апликација и Гугл плеј, Мајкрософт продавница се кустосира, а апликације морају бити сертификоване за компатибилност и садржај. Поред корисника који се сусрећу са клијентом Мајкрософт продавнице, продавница има и портал за програмере са којим програмери могу да интерактују. Мајкрософт узима 30% од продајне цене апликација. Пре 1. јануара 2015. године, овај рез се смањивао на 20% након што добитак програмера достигне 25.000 долара.

## Популарне апликације
Ово су најпопуларније апликације и игре на Мајкрософт продавници на телефонима и стоним рачунарима.
| Ранг | Апликације                 | Игре                                         |
| ---- | -------------------------- | -------------------------------------------- |
| 1    | Ајтјунс                    | Кенди краш сода сага                         |
| 2    | Спотифај                   | Сакривени град: Авантура сакривених објеката |
| 3    | Нетфликс                   | Сезарс казино                                |
| 4    | Инстаграм                  | РОБЛОКС                                      |
| 5    | Месенџер                   | Мајнкрафт за Windows 10                      |
| 6    | Фејсбук                    | Асфалт 9: Легенде                            |
| 7    | Мајкрософт лепљиве белешке | Март царства: Рат лордова                    |
| 8    | Хулу                       | Кенди краш сага                              |
| 9    | Вотсап десктоп             | Мајкрософт збирка пасијанса                  |
| 10   | Пандора                    | Белешке тражилаца®: Сакривена мистерија      |

| Ранг | Апликације                                          | Игре                                    |
| ---- | --------------------------------------------------- | --------------------------------------- |
| 1    | Фејсбук                                             | Кенди краш сага                         |
| 2    | Нетфликс                                            | Кенди краш сода сага                    |
| 3    | Вотсап                                              | Устанак на Олимпу: Херојска одбрана     |
| 4    | Инстаграм                                           | Кућа бесплатних казино слотова          |
| 5    | Месенџер                                            | Општина                                 |
| 6    | Фејсбук (бета)                                      | Легенде о змајевима                     |
| 7    | Бесплатан репродуктор за Јутјуб — гледајте и делите | Бинго блиц – бесплатан бинго + слотови  |
| 8    | Спотифај                                            | Белешке тражилаца®: Сакривена мистерија |
| 9    | Месенџер (бета)                                     | Вештица мехура 3 сага                   |
| 10   | Пандора                                             | Метро сурфери                           |